# کیه (سولنزو)

کیه شهری در شهرستان سولنزو در استان بانوا در بورکینافاسوی غربی است و جمعیت آن ۶,۲۱۲ نفر است.